# Róbert Vittek
Róbert Vittek, född 1 april 1982 i Bratislava, Socialistiska republiken Slovakien, Tjeckoslovakien,
är en slovakisk före detta fotbollsspelare som spelade som anfallare.

## Klubbkarriär
Vittek började sin karriär i Slovan Bratislava 1999. Han flyttade till Nürnberg 2003 då klubben fortfarande låg i 2. Bundesliga och hjälpte laget till en uppflyttning inför säsongen 2004-05. Han spelade till och med 2011 i turkiska Ankaragücü. Därefter blev han kvar i Turkiet och konkurrenten Trabzonspor. Efter att ha haft stora skadebekymmer efter världsmästerskapet i fotboll 2010 i Sydafrika, gjorde Vittek få matcher i den turkiska ligan. Inför säsongen 2013 skrev han på för sin moderklubb, Slovan Bratislava.